# Korea Południowa na Zimowych Igrzyskach Olimpijskich 1992
Koreę Południowa na Zimowych Igrzyskach Olimpijskich 1992 reprezentowało 23 zawodników: dziewiętnastu mężczyzn i cztery kobiet. Był to jedenasty start reprezentacji Korei Południowej na zimowych igrzyskach olimpijskich.

## Medaliści
| Medal | Imię i nazwisko                                | Dyscyplina          | Konkurencja                   |
| ----- | ---------------------------------------------- | ------------------- | ----------------------------- |
|       | Kim Ki-hoon                                    | Short track         | Bieg na 1000 metrów mężczyzn  |
|       | Kim Ki-hoon Lee Joon-ho Mo Ji-soo Song Jae-kun | Short track         | Sztafeta 5000 metrów mężczyzn |
|       | Kim Yoon-man                                   | Łyżwiarstwo szybkie | Bieg na 1000 metrów mężczyzn  |
|       | Lee Joon-ho                                    | Short track         | Bieg na 1000 metrów mężczyzn  |

## Skład reprezentacji

### Narciarstwo alpejskie
Mężczyźni
| Zawodnik      | Konkurencja        | Czas              | Miejsce |
| ------------- | ------------------ | ----------------- | ------- |
| Choi Yong-hee | Zjazd              | 2:04.85           | 39      |
| Choi Yong-hee | Kombinacja zjazdu  | 1:55.68           | 47      |
| Choi Yong-hee | Kombinacja slalomu | 2:00.97           | 33      |
| Choi Yong-hee | Slalom gigant      | Nie ukończył      | -       |
| Choi Yong-hee | Slalom             | 2:03.73           | 27      |
| Choi Yong-hee | Supergigant        | 1:22.75           | 63      |
| Huh Sung-wook | Kombinacja zjazdu  | 1:55.27           | 46      |
| Huh Sung-wook | Kombinacja slalomu | Nie ukończył      | -       |
| Huh Sung-wook | Slalom gigant      | Zdyskwalifikowany | -       |
| Huh Sung-wook | Slalom             | Nie ukończył      | -       |
| Huh Sung-wook | Supergigant        | 1:20.96           | 54      |

### Biathlon
Mężczyźni
| Zawodnik                                               | Konkurencja        | Czas      | Miejsce |
| ------------------------------------------------------ | ------------------ | --------- | ------- |
| Hong Byung-sik                                         | Bieg na 10 km      | 32:59.2   | 84      |
| Hong Byung-sik                                         | Bieg na 20 km      | 1:15:06.7 | 87      |
| Jang Dong-lin                                          | Bieg na 10 km      | 34:44.2   | 88      |
| Jang Dong-lin                                          | Bieg na 20 km      | 1:17:06.9 | 88      |
| Kim Woon-ki                                            | Bieg na 10 km      | 35:05.8   | 89      |
| Han Myung-hee                                          | Bieg na 10 km      | 35:48.9   | 90      |
| Han Myung-hee                                          | Bieg na 20 km      | 1:19:28.1 | 89      |
| Kim Woon-ki Hong Byung-sik Jang Dong-lin Han Myung-hee | Sztafeta 4 x 7.5km | 1:47:24.4 | 21      |

### Biegi narciarskie
Mężczyźni
| Zawodnik                                             | Konkurencja       | Czas         | Miejsce |
| ---------------------------------------------------- | ----------------- | ------------ | ------- |
| Park Byung-chul                                      | Bieg na 10 km     | 31:10.0      | 40      |
| Park Byung-chul                                      | Bieg na 15 km     | 45:20.4      | 51      |
| Park Byung-chul                                      | Bieg na 30 km     | 1:33:01.8    | 55      |
| An Jin-soo                                           | Bieg na 10 km     | 34:26.4      | 77      |
| An Jin-soo                                           | Bieg na 15 km     | 53:14.2      | 79      |
| An Jin-soo                                           | Bieg na 30 km     | 1:40:24.7    | 70      |
| Kim Kwang-rae                                        | Bieg na 10 km     | 35:26.8      | 85      |
| Kim Kwang-rae                                        | Bieg na 15 km     | 53:51.4      | 81      |
| Kim Kwang-rae                                        | Bieg na 30 km     | 1:41:34.4    | 71      |
| Wi Jae-wook                                          | Bieg na 10 km     | 36:53.7      | 95      |
| Wi Jae-wook                                          | Bieg na 15 km     | 55:39.1      | 86      |
| Wi Jae-wook                                          | Bieg na 30 km     | Nie ukończył | -       |
| Park Byung-chul An Jin-soo Kim Kwang-rae Wi Jae-wook | Sztafeta 4 x 10km | 2:01:01.4    | 15      |

### Łyżwiarstwo figurowe
Mężczyźni
| Zawodnik     | Konkurencja | Miejsce |
| ------------ | ----------- | ------- |
| Jung Sung-il | Soliści     | 21      |

Kobiety
| Zawodniczka | Konkurencja | Miejsce |
| ----------- | ----------- | ------- |
| Lee Eun-hee | Solistki    | 27      |

### Short track
Mężczyźni
| Zawodnik                                       | Konkurencja          | Kwalifikacje | Kwalifikacje | Ćwierćfinał      | Ćwierćfinał      | Półfinał         | Półfinał         | Finał            | Finał   |
| Zawodnik                                       | Konkurencja          | Czas         | Miejsce      | Czas             | Miejsce          | Czas             | Miejsce          | Czas             | Miejsce |
| ---------------------------------------------- | -------------------- | ------------ | ------------ | ---------------- | ---------------- | ---------------- | ---------------- | ---------------- | ------- |
| Kim Ki-hoon                                    | Bieg na 1000 metrów  | 1:33.79      | 1            | 1:32.67          | 1                | 1:32.12          | 1                | 1:30.76          |         |
| Lee Joon-ho                                    | Bieg na 1000 metrów  | 1:39.30      | 2            | 1:33.51          | 1                | 1:31.27          | 1                | 1:31.16          |         |
| Song Jae-kun                                   | Bieg na 1000 metrów  | 1:37.86      | 3            | Runda rankingowa | Runda rankingowa | Runda rankingowa | Runda rankingowa | Runda rankingowa | 20      |
| Kim Ki-hoon Lee Joon-ho Song Jae-kun Mo Ji-soo | Sztafeta 5000 metrów |              |              | 7:14.07          | 1                | 7:20.57          | 1                | 7:14.02          |         |

Kobiety
| Zawodniczka    | Konkurencja        | Kwalifikacje | Kwalifikacje | Ćwierćfinał | Ćwierćfinał | Półfinał         | Półfinał         | Finał            | Finał   |
| Zawodniczka    | Konkurencja        | Czas         | Miejsce      | Czas        | Miejsce     | Czas             | Miejsce          | Czas             | Miejsce |
| -------------- | ------------------ | ------------ | ------------ | ----------- | ----------- | ---------------- | ---------------- | ---------------- | ------- |
| Chun Lee-kyung | Bieg na 500 metrów | 48.18        | 2            | 48.25       | 3           | Runda rankingowa | Runda rankingowa | Runda rankingowa | 12      |
| Kim So-hee     | Bieg na 500 metrów | 50.99        | 1            | 54.90       | 3           | Runda rankingowa | Runda rankingowa | Runda rankingowa | 9       |

### Łyżwiarstwo szybkie
Mężczyźni
| Zawodnik         | Konkurencja    | Czas    | Miejsce |
| ---------------- | -------------- | ------- | ------- |
| Kim Yoon-man     | Bieg na 500 m  | 37.60   | 10      |
| Kim Yoon-man     | Bieg na 1000 m | 1:14.86 |         |
| Jegal Sung-ryeol | Bieg na 500 m  | 37.71   | 12      |
| Jegal Sung-ryeol | Bieg na 1000 m | 1:17.34 | T26     |
| Lee In-hun       | Bieg na 500 m  | 38.74   | 31      |
| Lee In-hun       | Bieg na 1000 m | 1:19.08 | 39      |
| Oh Yeong-seok    | Bieg na 1500 m | 2:02.17 | 39      |

Kobiety
| Zawodniczka  | Konkurencja    | Czas    | Miejsce |
| ------------ | -------------- | ------- | ------- |
| Yoo Seon-hee | Bieg na 500 m  | 41.28   | 9       |
| Yoo Seon-hee | Bieg na 1000 m | 1:23.49 | 11      |